# 高知県立大学
高知県立大学（こうちけんりつだいがく、英語: University of Kochi）は、高知県高知市にある公立大学。

## 沿革
1944年に設立した高知県立女子医学専門学校を起源とする。女子医学専門学校は、戦後の連合国軍最高司令官総司令部（GHQ）による審査で存続不可の判定を受け、それに代わる教育機関として、高知県立女子専門学校が設立された。
女子専門学校は、1949年に新制大学である高知女子大学へと移行し、女子のための高等教育機関として歴史を歩んだ。2011年に男女共学化により高知県立大学に改称され、高知県内の高等教育機関として存続している。

### 年表
- 1944年12月29日 - 高知県立女子医学専門学校設立認可[1]
- 1947年3月31日 - 高知県立女子医学専門学校廃校[2]。高知県立女子専門学校（旧制女子専門学校）設立認可。生活科、生物科、英文科を設置する[3]。
- 1949年2月21日- 高知県立女子専門学校を母体とし、高知女子大学(家政学部生活科学科)設立認可[4]
- 1952年2月20日 - 家政学部に看護学科増設認可
- 1956年3月1日 -文学部(国文学科・英文学科)増設認可
- 1964年4月1日 - 家政学部生活科学科を家政学科・食物栄養学科・生活理学科に改称
- 1972年7月1日 - 高知市高知街地区の住居表示実施により所在地が高知市北与力町1番地から高知市永国寺町5番15号に変更となる。
- 1998年
  - 4月 - 家政学部、文学部を生活科学部、文化学部に改組し、看護学部、社会福祉学部、大学院看護学研究科(修士課程)を新設
  - 10月 - 米国マサチューセッツ州エルムズ大学と国際交流協定締結。保育短期大学部を廃止。
- 2000年1月 - 米国オレゴンヘルスサイエンス大学と国際交流協定締結
- 2001年
  - 2月 - 中国華中師範大学と国際交流協定締結
  - 4月 - 大学院人間生活学研究科(修士課程)および健康生活科学研究科(博士後期課程)を設置
- 2003年4月 - 管理栄養士養成施設として認可
- 2006年11月 - 北京聯合大学游学院と国際交流協定締結
- 2007年1月 - 文藻外語学院と国際交流協定締結
- 2008年7月 - カリフォルニア州立大学ノースリッジ校と国際交流協定締結
- 2009年6月4日 - 2011年4月から、保健・福祉分野を希望する男子学生への門戸開放や、県内高校生の進学機会の確保を目的として、男女共学にすると発表。その後大学名は高知県立大学に変更すると発表。
- 2010年4月1日 - 大学本部を高知市池2751番地1に移転。生活科学部健康栄養学科を健康栄養学部健康栄養学科に改組
- 2011年4月1日 - 校名を高知県立大学に変更、男女共学化、公立大学法人化。共学化初年度の入学生は295人中29人が男子だった[5]。
- 2014年
  - 3月31日 - 生活科学部を廃止
- 4月1日 - 大学院健康生活科学研究科(博士後期課程)を看護学研究科(博士後期課程)と人間生活学研究科(博士後期課程)に再編するとともに，看護学研究科共同災害看護学専攻(博士課程[一貫課程])を設置
- 2015年4月1日 - 永国寺キャンパスに教育研究棟（高知工科大学と共用）を新設整備。法人本部を永国寺キャンパスに移転。文化学部に文化総合系(夜間)を新設。
- 2017年3月 - 永国寺キャンパスに新図書館，体育館（いずれも高知工科大学と共用）を新設整備。

## 基礎データ

### 所在地
- 池キャンパス（高知県高知市池2751-1）
- 永国寺キャンパス（高知県高知市永国寺町2-22）

## 教育および研究

### 組織

#### 学部
- 文化学部
  - 文化学科[注 1]
    - 言語文化系
    - 地域文化創造系
    - 文化総合系(夜間)

- 社会福祉学部
  - 社会福祉学科
- 看護学部
  - 看護学科
- 健康栄養学部
  - 健康栄養学科

#### 大学院
- 看護学研究科(博士前期課程・博士後期課程・博士課程)
- 人間生活学研究科(博士前期課程・博士後期課程)

### 教育

#### 学内奨学金
- 高知女子大学看護学会奨学基金[6]
- 日本学生支援機構奨学金制度[7]

## 大学関係者

### 出身者

#### 高知女子大学
- 南裕子 - 看護学者。本学学長も歴任した。
- 門田洋子 - フリーアナウンサー。
- 正岡慶子 - 気象キャスター。
- かわたそのこ- 声優、ナレーター。

## 施設

### キャンパス

#### 池キャンパス
- 使用学部：看護学部、社会福祉学部、健康栄養学部
- 使用研究科：大学院看護学研究科、人間生活学研究科
- 使用附属施設：健康管理センター、図書館など
- 交通アクセス：とさでん交通「高知県立大学」バス停下車（北緯33度31分50秒 東経133度34分59.3秒）

#### 永国寺キャンパス

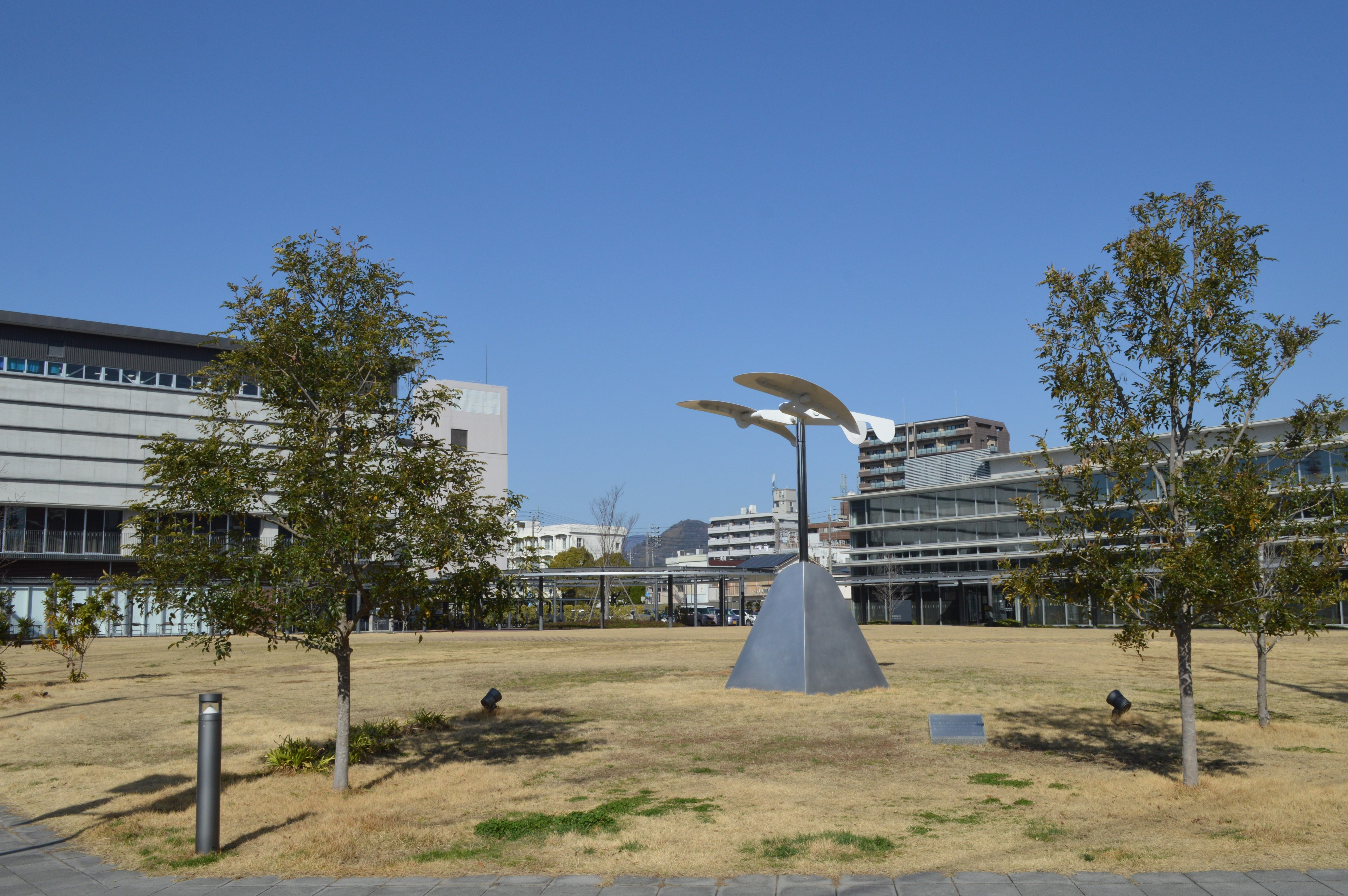
永国寺キャンパス

- 使用学部：文化学部
- 使用研究科：大学院人間生活学研究科
- 使用附属施設：図書館、体育館など
- 交通アクセス：とさでん交通大橋通停留場徒歩5分（北緯33度33分49.6秒 東経133度32分2.4秒）

## 対外関係

### 国内・学術交流等協定校
- 放送大学学園[8]

### 国際・学術交流等協定校
- エルムズ大学（アメリカ・マサチューセッツ州）
- カリフォルニア州立大学ノースリッジ校（アメリカ・カリフォルニア州）
- 文藻外語学院（台湾・高雄市）
- モンゴル国立科学技術大学（モンゴル）
- ヴェネチア・カ・フォスカリ大学（イタリア）
- カリフォルニア大学サンフランシスコ校（アメリカ・カリフォルニア州）
- サバ大学（マレーシア）
- カジャマダ大学（インドネシア）

- 部局間（大学院看護学研究科）
  - オレゴンヘルスサイエンス大学 看護学部（アメリカ・オレゴン州）

## 社会との関わり

### 不祥事
- 高知新聞等によると、2014～16年度中、永国寺キャンパスの図書館が昨春新設される際、旧館よりも建物が小さいため全ての蔵書を引き継げないとして、3万8132冊[9]に及ぶ図書や雑誌を焼却処分にしていたことが明らかになった。そのうち6659冊は複本がなく、今回の焼却処分で同大図書館からは完全に失われた[9][10]。